# Второй Ластик
 Второй Ластик  — деревня в Пижанском муниципальном округе Кировской области.

## География
Расположена на расстоянии примерно 16 км по прямой на юг от райцентра поселка Пижанка.

## История
По данным Российского государственного архива древних актов деревня Ластик (Лаштык) предположительно была образована в период около 1767-1795 гг. В деревне насчитывалось 151 мужчина и 157 женщин в 51 дворе. В 1905 (Ластик 2-й или Средний) 50 и 144, в 1926 64 и 269 (267 мари), в 1950 (2-й Ластик) 43 и 148, в 1989 342 жителя . До 2020 года входила в состав Ахмановского сельского поселения до его упразднения.

## Население
Постоянное население составляло 330 человек (мари 99%) в 2002 году, 289 в 2010.